# Xysmalobium involucratum
Xysmalobium involucratum är en oleanderväxtart som först beskrevs av Ernst Meyer, och fick sitt nu gällande namn av Joseph Decaisne. Xysmalobium involucratum ingår i släktet Xysmalobium och familjen oleanderväxter. Inga underarter finns listade i Catalogue of Life.